# Boulevard Léger
Le boulevard Léger est une voie de Montréal.

## Situation et accès
Ce boulevard orienté est-ouest du nord de l'Ile de Montréal est situé entre les boulevards Gouin et Maurice-Duplessis dans l'arrondissement de Montréal-Nord.
L'artère fait au total 3,5 kilomètres et débute sur le boulevard Henri-Bourassa à Montréal-Nord à l'est du Pont Pie-IX et devient le boulevard Perras aux limites de l'arrondissement Rivière-des-Prairies–Pointe-aux-Trembles.
Le boulevard Léger est desservi par les autobus de la STM surtout par les circuits 48 et 49 qui relient l'arrondissement au  Terminus Henri-Bourassa.

## Origine du nom
Il est nommé en l'honneur du célèbre cardinal Paul-Émile Léger (1904-1991). 

## Source
- Montréal-Nord : d’hier à aujourd’hui. Montréal-Nord : Comité d'histoire de Montréal-Nord, 2000